# Web profond
Ne doit pas être confondu avec dark web, darknet ou web opaque.
Le web profond (deep web en anglais), aussi appelé toile profonde ou web invisible au Québec , désigne l’ensemble des contenus accessibles sur Internet mais non indexés par les principaux moteurs de recherche généralistes. 
Contrairement au web de surface, qui regroupe les pages visibles via une recherche classique, le web profond comprend toutes celles nécessitant une authentification, un accès restreint ou générées dynamiquement à la demande. Il englobe notamment des bases de données académiques, gouvernementales et scientifiques, ainsi que des plateformes bancaires, des réseaux internes d’entreprises et des services en ligne protégés par identifiant et mot de passe (boîte mail, cloud, streaming, etc.). 
Dans l'architecture du web, le web profond est ainsi la partie sous-jacente essentielle au bon fonctionnement du web de surface, garantissant entre autres la confidentialité et la sécurité des informations en ligne.
Il arrive fréquemment que le terme soit employé de manière inappropriée pour désigner les contenus difficilement accessibles, susceptibles d'être choquants voire illégaux en réalité présents sur le dark web, alors que ce dernier n'est qu'une infime partie du web profond.

## Définition dudeep web(toile profonde)
En 2001, Michael K. Bergman compose l'expression deep web pour le vocabulaire des moteurs de recherche. Ce terme est construit par opposition au web surfacique ou web référencé. Il représente la partie de la toile qui n'est pas référencée par les moteurs de recherche généralistes (certains moteurs, tels que BASE, prennent en compte cette partie du réseau). Le deep web décrit un fait technique indépendamment du contenu.
Tous les sites web peuvent contenir des pages dans la toile profonde. On y trouve notamment les messagerie web, les banques en ligne, ou des sites à accès restreint, voire partiellement ou intégralement payant (voir Raisons de la non-indexation). Il y a aussi les pages qui changent en fonction de l'utilisateur, comme les réseaux sociaux.
« Il convient de distinguer la toile profonde (deep web) de l'internet clandestin. » (en anglais darknet), un réseau superposé avec des fonctions d'anonymisation. La toile profonde est un contenu indexable mais non indexé de la toile, comme la page d'un compte bancaire. Elle n'est pas non plus un réseau d'anonymisation (les services web auxquels on peut accéder via des outils tels Tor, Freenet, I2P…).

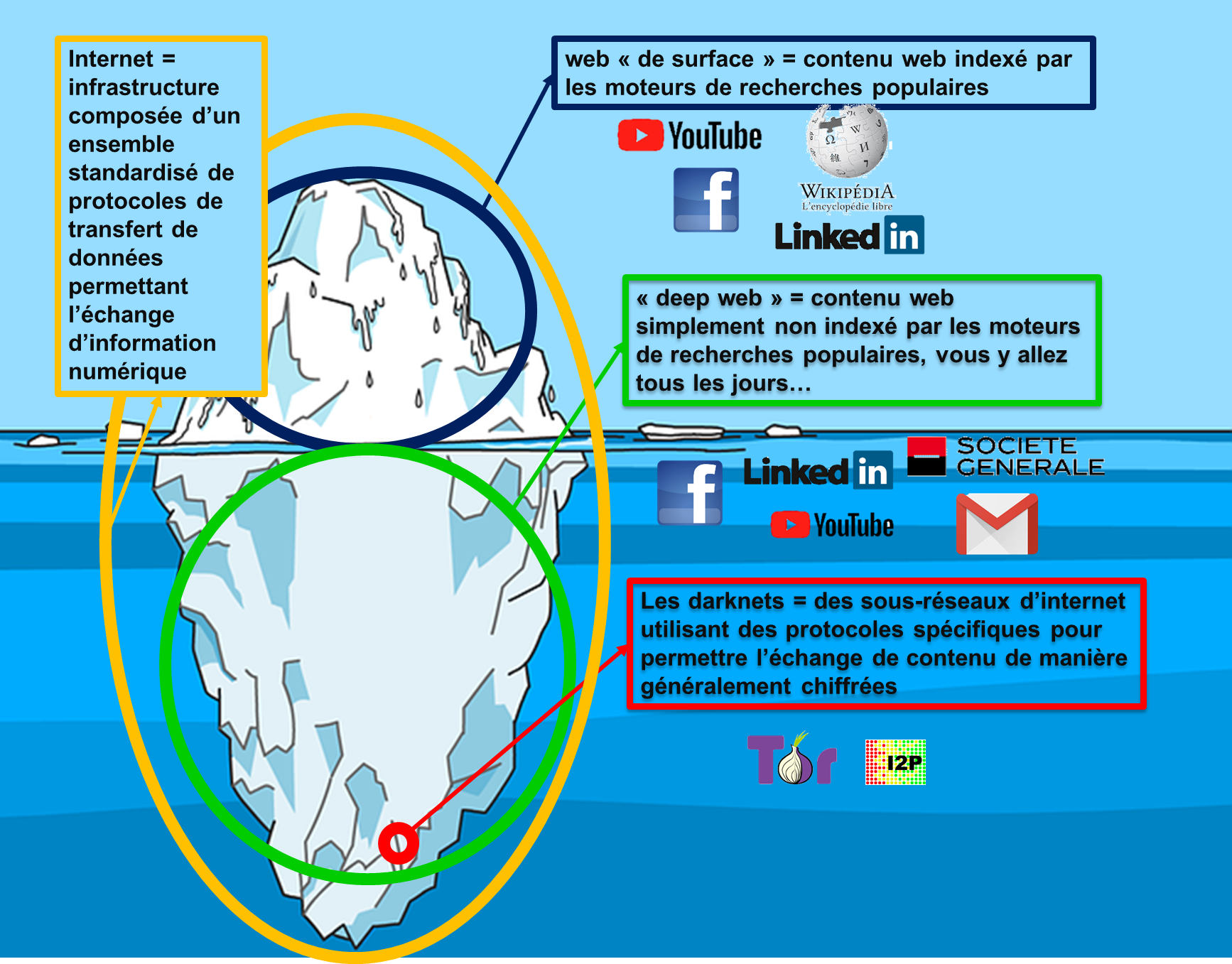
Internet, web, deepweb et darknets

## Confusion dans l'utilisation du mot deep web
L'expression « deep web » est régulièrement utilisée dans les médias pour parler de sites web dont le contenu ou les services seraient choquants ou illégaux,,. Les médias ne parlent alors plus seulement de sites cachés ou invisibles au sens technique du référencement par les moteurs de recherche mais dans un sens plus social pour évoquer leur faible visibilité.
La confusion est régulière y compris dans la presse généraliste comme en juillet 2017 lorsque certains journaux , reprennent une information de l'Agence France-Presse et définissent de manière erronée le deep web comme étant « seulement accessible au moyen de réseaux spécifiques».
La confusion avec le dark web est parfois complète comme dans un article publié en mars 2017 sur rtl.be où l'on peut lire que « le deep web se trouve [...] sur un autre réseau, parallèle à internet. Les adresses URL des sites se terminent par .onion [...] » ce qui ne correspond qu'au dark web et plus précisément à Tor.

## Ressources profondes
Les robots d'indexation sont des programmes utilisés par les moteurs de recherche pour parcourir le web. Afin de découvrir de nouvelles pages, ces robots suivent les hyperliens. Les ressources profondes sont celles qui ne peuvent pas être atteintes facilement par les moteurs de recherche.
Les ressources du web profond peuvent être classées dans une ou plusieurs des catégories suivantes :
- contenu dynamique ;
- contenu non lié ;
- contenu à accès limité ;
- contenu de script ;
- format non indexable.

(voir la section Raisons de la non-indexation pour plus de précision).

## Taille

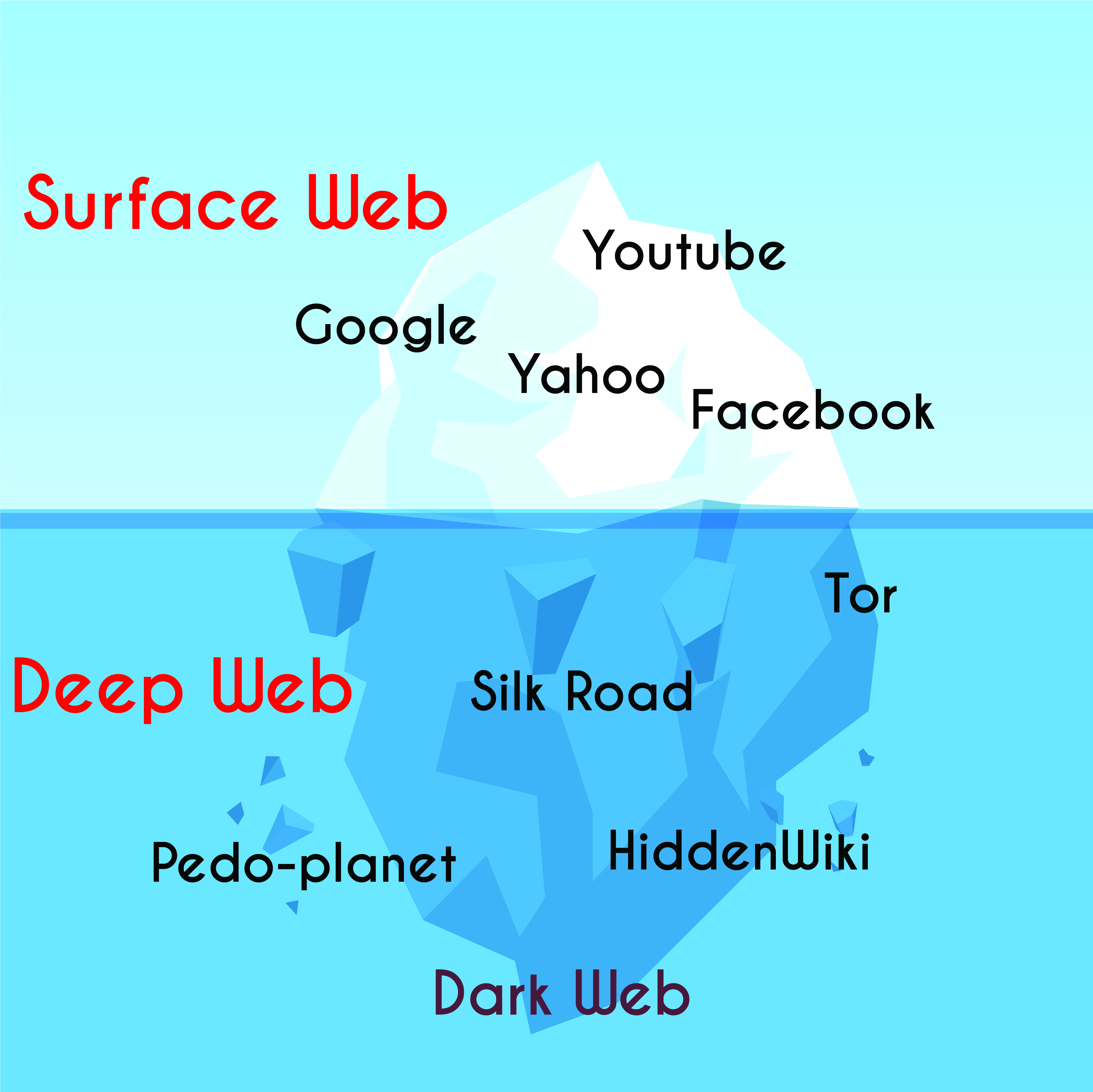
Représentation sous la forme d'un iceberg des profondeurs du web.

Une étude de juillet 2001 réalisée par l'entreprise BrightPlanet estimait que le web profond pouvait contenir 500 fois plus de ressources que le web indexé par les moteurs de recherche. Ces ressources, en plus d'être volumineuses, notamment parce que la compression des fichiers y est moins importante, sont souvent de très bonne qualité.
Il s'agit d'un ensemble de ressources connectées à Internet qui ne peuvent pas être trouvées par les moteurs de recherche, car elles ne sont pas indexées, par conséquent, le système DNS ne les trouvera pas. En d'autres termes, ce sont des machines qui n'ont pas de DNS associé, qui sont connectées à Internet mais qui ne peuvent pas être localisées et pour cela elles doivent utiliser des procédures spécifiques. Pour cette raison, les criminels se rendent sur le Web profond pour accéder à des forums pédophiles, par exemple.
Les sites Web et les ressources ont une adresse IP spécifique et une chaîne de chiffres inintelligible que nous ne pourrons pas localiser parce qu'il s'agit de pages privées (ressources configurées pour ne pas apparaître publiquement) et parce qu'ils ont des caractéristiques techniques qui bloquent l'indexation (spiders ou crawlers qui sont des robots d'indexation).
D'après le site spécialisé GinjFo, le deep web représenterait 96 % de l'intégralité du web alors que le web surfacique ne représenterait que 4 % du contenu.
En 2008, le web invisible représenterait 70 à 75 % de l'ensemble du trafic internet, soit environ un trilliard de pages web non indexées.

## Web opaque
Une partie très importante du web est théoriquement indexable, mais non indexée de fait par les moteurs. Certains auteurs parlent dans ce cas, pour le web non profond et non indexé, de « web opaque » (opaque web) ou de « web presque visible » (nearly visible web). 
Pour résumer, le web profond et le web opaque sont tous deux accessibles en ligne aux internautes et non indexés par les moteurs, mais le web opaque, lui, pourrait être indexé.
Les algorithmes des moteurs étant semblables (par exemple, PageRank), les zones indexées se recoupent en partie d'un moteur de recherche à l'autre. Les ressources matérielles des robots d'indexation ne sont pas, malgré des moyens matériels importants, à même de suivre tous les liens théoriquement visibles par eux, que le web (gigantesque) contient.
Une équipe de chercheurs allemands a étudié le comportement des robots d'indexation face à des sites contenant énormément de pages. Ils ont créé un site web composé de 2 147 483 647 pages (231 - 1). Ce site web étant un arbre binaire, il est très profond : il faut au minimum 31 clics pour arriver à certaines pages. Ils ont laissé ce site en ligne, sans le modifier, pendant une année. Les résultats montrent que le nombre de pages indexées pour ce site, dans le meilleur des cas, ne dépasse pas 0,0049 %. 
Afin de résoudre ce problème de volumétrie de pages à indexer pour un site donné, le moteur Google a introduit en 2005 le protocole sitemap. Il permet, grâce à la mise à disposition du robot d'un fichier sitemap, de gagner en efficacité pour l'indexation. Ce fichier est mis à la racine du site par l'administrateur du site web.

## Raisons de la non-indexation
- Les sites contiennent de plus en plus de pages dynamiques : les hyperliens de navigation sont générés à la demande et diffèrent d'une visite à l'autre.
- Certains sites (ou partie de sites) ne sont pas liées par d'autres pages et ne peuvent donc pas être découvertes par les robots d'indexation (le seul moyen de les faire indexer est dès lors de demander explicitement cette indexation au moteur de recherche, ce qui est rarement fait, par ignorance de ce procédé). Ce contenu est connu comme des pages sans backlinks (ou inlinks).
- Il faut parfois remplir convenablement un formulaire de critères de recherche pour pouvoir accéder à une page précise. C'est le cas de sites exploitant des banques de données.
- Certains sites nécessitent une authentification (requérant un identifiant et un mot de passe) avant d'accéder au contenu réel : c'est le cas de certains sites payants et des sites avec des archives payantes (journaux en ligne, bases de données de météorologie, etc.).
- Les pages Web peuvent dans leur conception rendre difficile leur indexation. Elles peuvent en particulier contenir des éléments HTML frameset au lieu des éléments classiques body. Les balises consistant en un fichier robot.txt inséré dans le code d'une page permettent de protéger son copyright, de limiter les visites ou préserver le site d’accès trop fréquents. Or un robot n'est guère capable d'émettre des requêtes pertinentes ; sa visite d'indexation se réduit donc aux seules pages accessibles en suivant des URL statiques.
- L'utilisation du langage JavaScript (comme Ajax), mal compris, voire incompris par les robots[16], pour lier les pages entre elles constitue souvent un frein à leur indexation.
- Le web invisible est également constitué des ressources utilisant des formats de données incompréhensibles par les moteurs de recherche. Cela a été longtemps le cas du format PDF ou ceux de Microsoft Office (Excel, Word, Power Point…), le seul format reconnu initialement étant le langage natif du Web, l’HTML. Les grands moteurs de recherche (Google, Yahoo!, Bing…) sont capables d'indexer avec plus ou moins d'efficacité les documents utilisant ces formats[17],[18]. Google reconnaît les pages au format flash[19] depuis le début de 2008.
- Les moteurs de recherche classiques n’indexent qu’entre 5 et 60 % du contenu des sites accueillant de grandes bases de données : Internet Movie Database, PubMed, le National Climatic Data Center qui met en ligne une base de données contenant 370 000 Gio, alors que celle de la NASA est de 220 000 Gio[20].
- Les moteurs indexent partiellement les pages volumineuses : Google et Yahoo! se contentent de 500 kilooctets[21].

## Web privé
Certaines pages sont inaccessibles aux robots du fait de la volonté de l'administrateur du site web. L'utilisation du fichier robots.txt notamment, mis à la racine d'un site web, permet de bloquer tout ou partie du site aux robots qui coopèrent, le site restant accessible aux internautes. Il est également possible d'utiliser l'élément meta robot dans le même but ainsi que pour empêcher de suivre des liens et interdire la mise en cache de pages (indépendamment de l'autorisation d'indexation). Ces pages sont alors parfois rangées dans une catégorie connexe à celle du web profond : le web privé (private web).

## Web propriétaire
Le web propriétaire désigne les pages où il est nécessaire de s’identifier pour accéder au contenu. Le web propriétaire est compris dans le web profond.[réf. nécessaire]